# Noche Amarilla
La Noche Amarilla es la denominación referida a la jornada de presentación del plantel del equipo de fútbol Barcelona Sporting Club como también el uniforme titular que usará durante la temporada. Iniciada con algún espectáculo musical, en la Noche Amarilla se procede a presentar a los nuevos jugadores del club para luego jugar un partido amistoso de fondo ante un equipo como invitado, encuentro que generalmente ha tenido como escenario futbolístico el Estadio Monumental Isidro Romero Carbo.
El evento se ha celebrado ininterrumpidamente, desde 1994 en sus inicios desde un Hotel en la ciudad de Guayaquil. A partir de 1995 y con el tiempo se volvió un ritual de todos los aficionados amarillos, en donde no sólo se presentaban ante la hinchada a las nuevas contrataciones, sino que también se presentaba la nueva camiseta que se usaría en la temporada, y además se armaban grandes espectáculos con artistas del momento que animaban la espera de las presentaciones.

## Historia
Barcelona Sporting Club empezó a realizar su partido de presentación durante los 90s. Isidro Romero Carbo era presidente del Barcelona Sporting Club, cuando en 1994 se efectuó la Noche Amarilla en un hotel, mientras que en 1995 se efectuó en el Teatro Centro de Arte de Guayaquil. En los años posteriores, se invitaron a equipos del exterior como Olimpia y el Deportivo Independiente Medellín se presentaron ante un estadio repleto. La edición de 1999 sería la sexta edición de este torneo, y es desde ese año que se tiene registros de los resultados de los partidos (excepto de 2001), ya que de los años anteriores no se registraron los resultados porque ese momento no les dieron mayor consideración debido a ser amistosos.
A partir del 2016 se implementó la llegada de un futbolista extranjero, que ya no continúe su carrera pero que haya sido un icono en el fútbol internacional. El primero en llegar fue Ronaldinho, en el 2017 fue invitado Diego Forlán, en el 2018 fue invitado Kaká, en el 2019 llegó Andrea Pirlo, en el 2020 llegó Alessandro del Piero, en el 2021 llegó Javier Mascherano, en el 2022 llegó Carlos Tévez, en el 2023 llegó Sergio Agüero y en el 2025 llegó Carles Puyol.

## Desarrollo
La Noche Amarilla es el día en que la hinchada barcelonista están de fiesta conociendo las figuras que lo representarán en el torneo nacional y algunos años en torneos internacionales. Siempre se presentan los nuevos jugadores que el club contrató, hay shows de todos los tipos, de pirotécnicos hasta musicales. Se presenta también la nueva indumentaria que el equipo amarillo utilizará. El partido amistoso que se juega puede ser contra equipos ecuatorianos o internacionales. Se ha desarrollado a mediados o finales de enero, dependiendo el año.
La presentación de la plantilla puede ser simple o muy llamativa, ya que por ejemplo en el año 2009 la presentación de los jugadores solo fue caminar hasta la tarima, y en el año 2008, con láser y con juegos pirotécnicos a medida que los jugadores ingresaban. Por lo general el escenario es una tarima elevada.
Ha habido años en los que se ha realizado Noche Amarilla o Tarde Amarilla en otras ciudades del país.

## Ediciones

### Año 1995
En 1995 el Barcelona Sporting Club realizó la presentación de sus nuevas figuras y su nueva camiseta en el Teatro Centro de Arte de Guayaquil, ante unos mil asistentes entre invitados y prensa en general. No hubo partido de fútbol como Noche Amarilla 1995. Aquel partido Barcelona enfrentó ante América de Cali, que terminó con victoria de visitante 1 a 3 fue simplemente el primer amistoso de esa pretemporada, jugado de día y con poco público.

### Año 1996
En 1996 el Barcelona Sporting Club realizó un espectáculo musical y la presentación de las nuevas figuras del equipo. En el partido enfrentó al campeón reinante de la Copa Libertadores 1995 el Gremio de Brasil
La Noche Amarilla con grupos musicales, show en vivo, fuegos artificiales y partido empezó en 1996 cuando Barcelona enfrentó a Gremio de Porto Alegre.
Barcelona presentó el primer jugador africano como novedad para esta Noche Amarilla, el camerunés Cyril Makanaky que jugó con la selección de Camerún que participó en el Mundial de Italia 90.

### Año 1997
En 1997 el Barcelona Sporting Club realizó un espectáculo musical y la presentación de las nuevas figuras del equipo. En el partido enfrentó al Deportivo Independiente de Medellín de Colombia.

### Año 1998
En 1998 el Barcelona Sporting Club realizó el espectáculo musical y la presentación de las nuevas figuras del Barcelona fueron sencillas. En el partido enfrentó al Club Olimpia de Paraguay.

### Año 1999
En 1999 la dirigencia de Barcelona Sporting Club vendió los derechos de la Noche Amarilla a los empresarios Carlos Marín y Esteban Matheus. Además, el Barcelona Sporting Club realizó un espectáculo musical y la presentación de las nuevas figuras del equipo. En el partido se enfrentó a su clásico rival, Emelec, en este partido que se denomina Clásico del Astillero, que terminó con victoria de Emelec 0 a 2 con goles de Otilino Tenorio y Carlos Alberto Juárez. Las entradas costaban 10 mil sucres equivalía a 41 centavos de dólar para la general, 15 mil sucres equivalía a 61 centavos de dólar para la preferencia, 20 mil sucres equivalía a 82 centavos de dólar para la tribuna, 30 mil sucres equivalía a 1 dólar 22 centavos de dólar para el palco, 40 mil sucres equivalía a 1 dólar 63 centavos de dólar para el palco central y 60 mil sucres equivalía a 2 dólares 45 centavos de dólar para la suite.
Barcelona presentó jugadores africanos como novedad para esta Noche Amarilla, los cameruneses Joseph Marie Tchangó es un jugador muy ágil, que toca el
balón con mucha rapidez y David Embé, este último jugó con la selección de Camerún que participó en el Mundial de Estados Unidos 94.

### Año 2000
En 2000 el Barcelona Sporting Club realizó un espectáculo musical y la presentación de las nuevas figuras del equipo. En el partido nuevamente enfrentó a su clásico rival, Emelec, en este partido que se denomina Clásico del Astillero. Barcelona empezó ganando 1 a 0 el partido con gol de Luis Gómez, en el medio tiempo hubo una disputa entre jugadores y técnico del Barcelona. El segundo tiempo Emelec empató con gol de Augusto Poroso, terminando empatado 1 a 1 el partido.

### Año 2001
En 2001 no se organizó la Noche Amarilla debido a que Barcelona pasaba por una crisis financiera y se reflejaba en lo deportivo, ya que en el año 2000 Barcelona estuvo cerca del descenso pero se salvó en el último minuto y el otro equipo que descendió fue Liga de Quito a la Serie B del 2001 lo que ocurrió el 5 de noviembre del 2000.

### Año 2002
En 2002 el Barcelona Sporting Club realizó un espectáculo musical comenzando con el espectáculo brindado por la cantante Sharon, seguido por la samba de las garotas brasileras pasando luego a la presentación de las nuevas figuras del equipo. En el partido enfrentó al campeón colombiano de la temporada 2001 de ese entonces América de Cali del país vecino Colombia. Barcelona jugó un buen partido y venció 3 a 1, pero primero siendo el gol colombiano anotado por Pablo Jaramillo en el primer tiempo y después siendo los goles toreros anotados por Patricio Urrutia también en el primer tiempo y Edwin Tenorio en el segundo tiempo en dos ocasiones. Se la celebró el día jueves 31 de enero de dicho año.

### Año 2003
En 2003 el Barcelona Sporting Club enfrentó nuevamente a Emelec, consiguiendo una victoria 3 a 0, en este partido que no solamente fue la Noche Amarilla, sino también el partido de ida en disputa del Trofeo AsoGuayas El Universo que se definiría días después en el partido de presentación de Emelec, que ganó como local 2-1, y ya que ese torneo tenía como reglamentación no validar el gol diferencia sino solamente los puntos, se tuvo que definir en penales, donde Emelec ganó 4 a 3.

### Año 2004
En 2004 el Barcelona Sporting Club enfrentó a El Nacional de Quito. El partido lo comenzaron ganando los visitantes con gol de un ex-Barcelona, Nicolás Asencio al minuto 33. Sobre el final del partido, Barcelona empató con gol de Humberto Mina, poniendo así el 1 a 1 definitivo.

### Año 2005
En 2005 el Barcelona Sporting Club estrenaba nueva dirigencia, el Ing Isidro Romero Carbo volvía a presidir las huestes canarias luego de estar alejado por unos años, en la Noche Amarilla se enfrentó al Once Caldas, con precios populares se logró un lleno en el Monumental (cerca de 70.000 personas) presenciaron el debut de los argentinos Bardaro, Amaya, Quintana y Herbella, 1 a 1 fue el resultado del encuentro. Esa Noche Amarilla se dio el 30 de enero de 2005

### Año 2006
En 2006 el Barcelona Sporting Club presentó su nueva plantilla siendo el partido amistoso contra la Selección Ecuatoriana de Fútbol en un partido preparatorio de la Tri antes de la participación en el mundial de Alemania 2006 y ganó el equipo amarillo por 4 a 1. Se la celebró el día domingo 22 de enero de dicho año.

### Año 2007
En 2007 Barcelona jugó un partido amistoso frente al Deportivo Independiente de Medellín, al cual ganó por 2 a 1. Esa Tarde amarilla se dio el 28 de enero de 2007

### Año 2008
Con una nueva dirigencia millonaria, se hicieron contrataciones y se armó un equipo de cara a la temporada de ese año, una presentación pirotécnica,  se presenta la plantilla más cara de la historia de Barcelona, 11 millones de dólares. El partido amistoso fue contra Santa Fe de Bogotá, el cual fue ganado por el conjunto colombiano 1 a 3. Se desarrolló el 19 de enero de 2008 con un estadio repleto.

### Año 2009
Barcelona presentó su plantilla en la Tarde Amarilla, conformada por mayoría de juveniles y con un entrenador español. El cotejo amistoso fue contra el Millonarios de Colombia, partido que terminó con un empate a 1. La fecha de desarrollo fue el sábado 24 de enero de 2009.

### Año 2010
En 2010 se presentó la plantilla y el nuevo uniforme con el partido amistoso frente al Millonarios de Colombia, una vez más. El partido terminó 2 a 0 a favor de los amarillos con goles de Juan Samudio y Juan Anangonó sobre el final del partido. Se dio el 16 de enero, un sábado también.
Algunos de los jugadores presentados esa Tarde Amarilla fueron Luis "Cocacho" Macias, Henry León, Lucas Landa (ARG), Luis "chucho" Bolaños, hubo una anécdota en esta Tarde Amarilla, Barcelona salió al 2.º tiempo con un uniforme alterno (camiseta negra, pantaloneta roja y medias rojas) que fue reprobado por el público asistente al estadio, y por orden del DT Juan Manuel Llop se fueron a cambiar para volver a salir con el uniforme principal de color amarillo.

### Año 2011
Se dio el miércoles 19 de enero de 2011 con una alta expectativa y con un buen marco de público. El Barcelona jugó contra el subcampeón colombiano Deportes Tolima igualando el marcador a 0. También se realizó una Tarde Amarilla en la ciudad de Machala, en la que disputó la Copa Nelson Muñoz en el estadio 9 de Mayo, Barcelona cayó 1 a 2 frente al mismo rival Deportes Tolima.

### Año 2012
28 de enero del 2012, el día escogido por la dirigencia del club para dar la gran Noche Amarilla en el Monumental, enfrentando a Santa Fe de Bogotá ante más de 70,000 espectadores, además de hacer la presentación oficial de la nueva plantilla y la nueva camiseta para la temporada 2012, fue una gran noche llena de juegos pirotécnicos, shows dentro de la cancha. El resultado fue empate a 1 gol.

### Año 2013
19 de enero del 2013, el día escogido por la dirigencia del club para dar la gran Noche Amarilla en el Monumental, enfrentando al Deportivo Cali uno de los equipos con mayor historia del fútbol colombiano. El partido concluyó con el marcador 0 a 0, fue la presentación de jugadores como Ariel Nahuelpan, el volante argentino Nicolás Olmedo, y el delantero Gonzalo Castillejos que resultó un terrible fracaso. Según Antonio Noboa, presidente del club, el espectáculo estará enmarcado por el tradicional show de fuegos pirotécnicos.

### Año 2014
18 de enero del 2014, el día escogido por la dirigencia del club para dar la gran Noche Amarilla en el Monumental, enfrentando a la Universidad Cesar Vallejo de Perú, resultado final del partido 0 a 0.
Lo mejor de esta noche fue la presencia de más de 65.000 espectadores que llenaron el estadio del Ídolo, fueron presentados jugadores como: Luis Checa, Flavio Caicedo, Alex Bolaños, Alex George, Ely Esterilla, Christian "el chivo" Suárez, Federico Nieto, y Federico Laurito.
Se sumaron posteriormente el defensa argentino Franco Peppino y el volante de creación colombiano Stalin Motta.

### Año 2015
28 de enero del 2015, el día escogido por la dirigencia del club para dar la gran Noche Amarilla en el Monumental, enfrentando al Cúcuta Deportivo, se presentaron grandes figuras como Ismael Blanco y jugadores nuevos como Alex Colon, Edison Vega, Armando Wila, Tito Valencia, Andrés Lamas, Alejandro Frezzoti, Henry Patta, Marlon de Jesús.
El partido terminó con un empate 2-2 ante unos 40 mil espectadores que dejaron una recaudación de 320.000 usd; los goles de Barcelona fueron anotados por Ismael Blanco (2) y por Cúcuta Deportivo convirtió Cristian Cangá (2)

### Año 2016
29 de enero del 2016, el día escogido por la dirigencia del club para dar la gran Noche Amarilla en el Monumental, enfrentando al Universidad de San Martín, se presentaron grandes figuras como Ismael Blanco, Máximo Banguera, Matias Oyola, así mismo el regreso de Damián Díaz, Cristian Penilla, Christian Suárez, Federico Nieto y jugadores nuevos como Mario Pineida, Kevin Becerra, Darío Aimar, Segundo Castillo, Richard Calderón, Anderson Ordóñez. Además en este encuentro por la Noche Amarilla jugó el jugador brasileño Ronaldinho por el cuadro torero.
Partido que terminó con un resultado 4 a 3 a favor de Barcelona, ante más de 75 mil espectadores que dejaron una recaudación de 1.042.000 dólares. Los goles anotados por Barcelona fueron: Damián Díaz (2) Ismael Blanco y Cristian Penilla. Se informa que asistieron 75.000 personas y pagados 41.000 hinchas.

### Año 2017
27 de enero del 2017, el día escogido por la dirigencia del club para dar la gran Noche Amarilla en el Monumental, enfrentando al Juan Aurich, el cotejo terminó con victoria para el cuadro local por 3-0. Se presentaron grandes figuras como José Manuel Ayoví, Abel Casquete, Jefferson Mena, Walter Chala y jugadores nuevos como Miguel Álvarez Cobeña, Byron Castillo y Beder Caicedo. Además en este encuentro por la Noche Amarilla jugó el jugador uruguayo Diego Forlán por el cuadro torero.

### Año 2018
Véase también: Anexo:Noche Amarilla 2018
27 de enero del 2018, el día escogido por la dirigencia del club para dar la gran Noche Amarilla en el Monumental, enfrentando al conjunto peruano Sport Boys. Se presentaron grandes figuras como Jonatan Betancourt, Juan Ignacio Dinenno, el paraguayo Víctor Ayala, el retorno esperado de Michael Arroyo y esta vez, el astro brasileño Kaká fue el elegido para formar parte del plantel que jugaría esa noche. El espectáculo comenzó con varios shows de artistas musicales, seguido de varias presentaciones dinámicas y pirotécnicas de auspiciantes del cuadro torero.
El cotejo de fondo terminó con un resultado favorable a los amarillos por 6 a 2, anotando Ariel Nahuelpan, Kaká en dos ocasiones, Matías Oyola, Ely Esterilla y Damián Díaz. Además, el cantante de género urbano Nacho se presentó para animar el entretiempo del partido. Como dato curioso, es la primera vez que Barcelona gana tres "Noches" de forma consecutiva y, es la mayor goleada en la historia de estas presentaciones.

### Año 2019
Véase también: Anexo:Noche Amarilla 2019
26 de enero del 2019, el día escogido por la dirigencia del club para dar la gran Noche Amarilla en el Monumental, enfrentando al equipo peruano Alianza Lima, que terminó con victoria torera de remontada 2 a 1. La estrella invitada a esta edición fue el exjugador italiano Andrea Pirlo.

### Año 2020
Véase también: Anexo:Noche Amarilla 2020
18 de enero del 2020, el día escogido por la nueva dirigencia del club para dar la gran Noche Amarilla en el Monumental, enfrentando al campeón de Ecuador 2019 Delfín, que terminó con victoria cetácea 1 a 0. La estrella invitada a esta edición fue el jugador italiano Alessandro Del Piero, campeón mundial con su selección en el 2006.

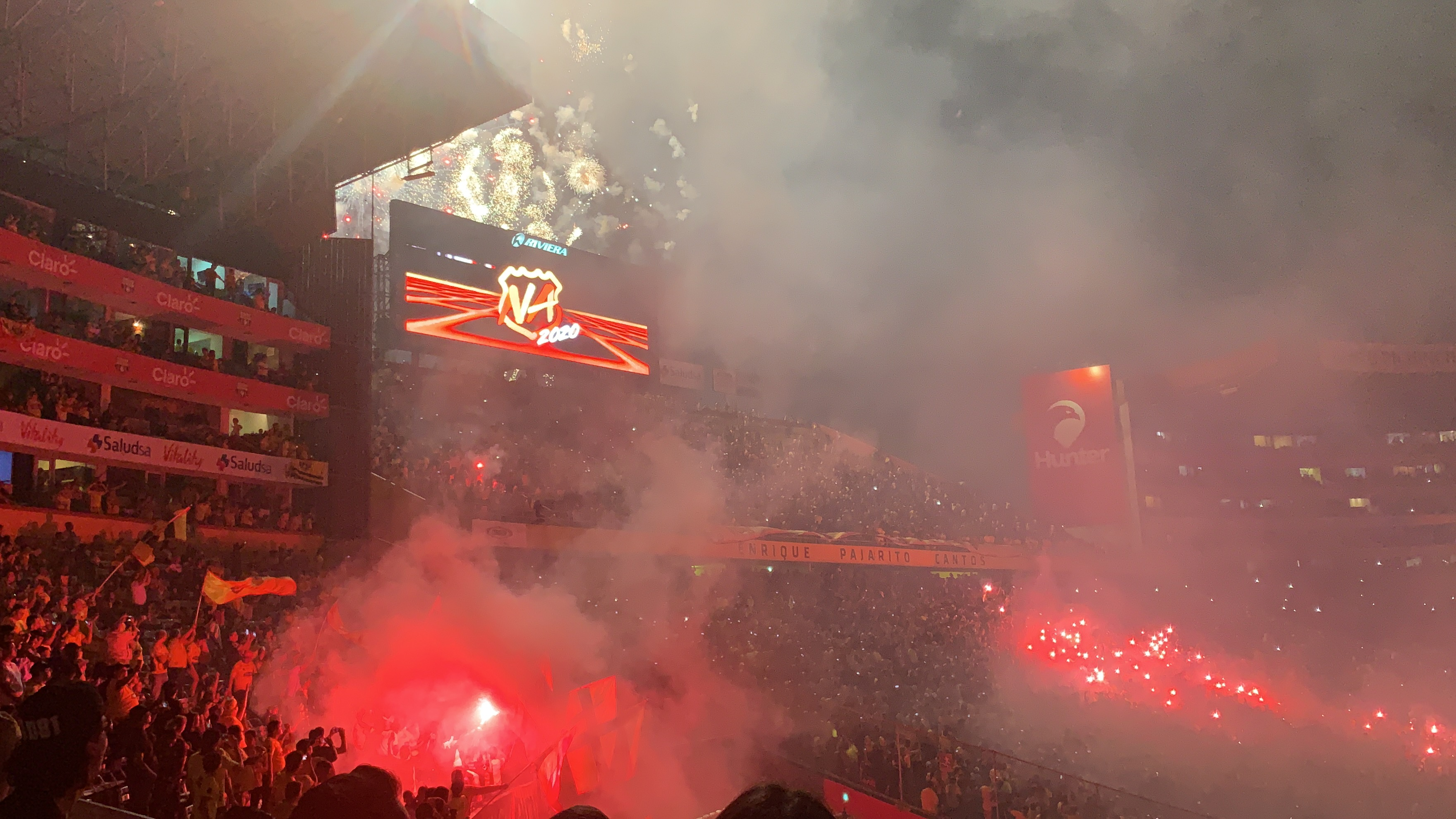
Noche amarilla 2020.

### Año 2021
Véase también: Noche Amarilla 2021
El domingo 14 de febrero del 2021, el día escogido por la dirigencia del club para la Noche Amarilla en el Monumental, enfrentando al Campeón de Serie B de la LigaPro del 2020 9 de Octubre, que terminó con empate 1 a 1. La estrella invitada a esta edición fue el jugador argentino Javier Mascherano. Los goles fueron convertidos por: Bryan Oña para 9 de Octubre al minuto 19 y empató para Barcelona Leonel Quiñonez al minuto 39.
Participaron todos los jugadores contratados para esta temporada: Javier López, Michael Hoyos, Leonel Quiñonez, Carlos Garcés, Gonzalo Mastriani, Jonathan Perlaza, Michael Carcelén, Gabriel "el loco" Cortez, Luis Fernando León.
Fue la primera Noche Amarilla que se jugó sin público por efecto de la pandemia del COVID-19.
Se inauguró en esta fecha el nuevo sistema de iluminación LED del estadio Monumental Isidro Romero Carbo.

### Año 2022
El sábado 29 de enero del 2022 fue el día escogido para la Noche Amarilla 2022. Barcelona presentó a sus nuevas contrataciones, tales como, Erick Castillo, Christian Penilla, Luca Sosa, Carlos Rodríguez, Leonai Souza en un partido que enfrentó al Guayaquil City.
Durante toda la previa estuvo en duda la presencia del público por las prohibiciones que impuso el COE NACIONAL a efectos de la pandemia COVID 19, un día antes, mediante una acción de protección, se logró levantar el veto de asistencia y se pudo tener una presentación con hinchas.
El partido terminó 1x1, Barcelona se adelantó por medio de Damián Diaz con lanzamiento del punto penal, mientras Parrales empató para los ciudadanos.
En esta Noche Amarilla se presentó de forma inédita al equipo de Barcelona femenino.
El dato de asistencia al estadio arrojó un aproximado de 15.000 personas.
La estrella invitada fue Carlos Tévez, múltiple campeón del fútbol argentino, que terminó jugando 70 minutos en el partido.

### Año 2023
El sábado 28 de enero del 2023 fue el día escogido para la Noche Amarilla 2023. La estrella invitada fue Sergio Agüero.

### Año 2024
El sábado 24 de febrero del 2024 fue el día escogido para la Noche Amarilla 2024, en Quito.
Contó con la presentación de Magic Juan (artista principal), 4 AM, Juan Manuel Oleagoitia.

### Año 2025
El sábado 1 de febrero del 2025 fue el día escogido para la Noche Amarilla 2025. La estrella invitada fue Carles Puyol.
El Halftime show tuvo la presentación de Nicky Jam.

## Historial

### Noche Amarilla
| Noche Amarilla | Noche Amarilla | Noche Amarilla                                                                                           | Noche Amarilla                                                                                           | Noche Amarilla                                                                                           | Noche Amarilla                                                                                           |
| N.º            | Año            | Local | Resultado                                                                                                | Visitante                                                                                                | Leyenda del Fútbol Invitado                                                                              |
| -------------- | -------------- | --- | --- | --- | --- |
| 1              | 1994           | La Noche Amarilla 1994 contó solo con la presentación del equipo en el Hotel Guayaquil.                  | La Noche Amarilla 1994 contó solo con la presentación del equipo en el Hotel Guayaquil.                  | La Noche Amarilla 1994 contó solo con la presentación del equipo en el Hotel Guayaquil.                  | La Noche Amarilla 1994 contó solo con la presentación del equipo en el Hotel Guayaquil.                  |
| 2              | 1995           | La Noche Amarilla 1995 contó solo con la presentación del equipo en el Teatro Centro de Arte.            | La Noche Amarilla 1995 contó solo con la presentación del equipo en el Teatro Centro de Arte.            | La Noche Amarilla 1995 contó solo con la presentación del equipo en el Teatro Centro de Arte.            | La Noche Amarilla 1995 contó solo con la presentación del equipo en el Teatro Centro de Arte.            |
| 3              | 1996           | Barcelona                                                                                                | 0 - 1 | Grêmio                                                                                                   | |
| 4              | 1997           | Barcelona                                                                                                | 2 - 0 | DIM | |
| 5              | 1998           | Barcelona                                                                                                | 3 - 1 | Olimpia                                                                                                  | |
| 6              | 1999           | Barcelona                                                                                                | 0 - 2 | Emelec                                                                                                   | |
| 7              | 2000           | Barcelona                                                                                                | 1 - 1 | Emelec                                                                                                   | |
| -              | 2001           | La Noche Amarilla 2001 no fue organizada por la crisis económica nacional.                               | La Noche Amarilla 2001 no fue organizada por la crisis económica nacional.                               | La Noche Amarilla 2001 no fue organizada por la crisis económica nacional.                               | La Noche Amarilla 2001 no fue organizada por la crisis económica nacional.                               |
| 8              | 2002           | Barcelona                                                                                                | 3 - 1 | América de Cali                                                                                          | |
| 9              | 2003           | Barcelona                                                                                                | 3 - 0 | Emelec                                                                                                   | |
| 10             | 2004           | Barcelona                                                                                                | 1 - 1 | El Nacional                                                                                              | |
| 11             | 2005           | Barcelona                                                                                                | 1 - 1 | Once Caldas                                                                                              | |
| 12             | 2006           | Barcelona                                                                                                | 4 - 1 | Selección del Ecuador                                                                                    | |
| 13             | 2007           | Barcelona                                                                                                | 2 - 1 | DIM | |
| 14             | 2008           | Barcelona                                                                                                | 1 - 3 | Independiente Santa Fe                                                                                   | |
| 15             | 2009           | Barcelona                                                                                                | 1 - 1 | Millonarios                                                                                              | |
| 16             | 2010           | Barcelona                                                                                                | 2 - 0 | Millonarios                                                                                              | |
| 17             | 2011           | Barcelona                                                                                                | 0 - 0 | Deportes Tolima                                                                                          | |
| 18             | 2012           | Barcelona                                                                                                | 1 - 1 | Independiente Santa Fe                                                                                   | |
| 19             | 2013           | Barcelona                                                                                                | 0 - 0 | Deportivo Cali                                                                                           | |
| 20             | 2014           | Barcelona                                                                                                | 0 - 0 | Universidad César Vallejo                                                                                | |
| 21             | 2015           | Barcelona                                                                                                | 2 - 2 | Cúcuta Deportivo                                                                                         | |
| 22             | 2016           | Barcelona                                                                                                | 4 - 3 | Universidad de San Martín                                                                                | Ronaldinho (91)                                                                                          |
| 23             | 2017           | Barcelona                                                                                                | 3 - 0 | Juan Aurich                                                                                              | Diego Forlán (92)                                                                                        |
| 24             | 2018           | Barcelona                                                                                                | 6 - 2 | Sport Boys                                                                                               | Kaká (93)                                                                                                |
| 25             | 2019           | Barcelona                                                                                                | 2 - 1 | Alianza Lima                                                                                             | Andrea Pirlo (94)                                                                                        |
| 26             | 2020           | Barcelona                                                                                                | 0 - 1 | Delfín                                                                                                   | Alessandro Del Piero (95)                                                                                |
| 27             | 2021           | Barcelona                                                                                                | 1 - 1 | 9 de Octubre                                                                                             | Javier Mascherano (96)                                                                                   |
| 28             | 2022           | Barcelona                                                                                                | 1 - 1 | Guayaquil City                                                                                           | Carlos Tevez (97)                                                                                        |
| 29             | 2023           | Barcelona                                                                                                | 1 - 0 | Mushuc Runa                                                                                              | Sergio Agüero (98) Matías Oyola (18)                                                                     |
| -              | 2024           | La Noche Amarilla 2024 no se organizó por la crisis de seguridad, a cambio se realizó en Quito y en USA. | La Noche Amarilla 2024 no se organizó por la crisis de seguridad, a cambio se realizó en Quito y en USA. | La Noche Amarilla 2024 no se organizó por la crisis de seguridad, a cambio se realizó en Quito y en USA. | La Noche Amarilla 2024 no se organizó por la crisis de seguridad, a cambio se realizó en Quito y en USA. |
| 30             | 2025           | Barcelona                                                                                                | 1 - 0 | Emelec                                                                                                   | Carles Puyol (100)                                                                                       |

La Noche Amarilla 1994 fue la primera presentación del plantel de un equipo de fútbol en el Ecuador.

Desde 2016 una leyenda del fútbol es invitado para jugar el partido con Barcelona y lleva su camiseta el número de aniversario del equipo.

### Noche Amarilla Quito
| Noche Amarilla Quito | Noche Amarilla Quito | Noche Amarilla Quito | Noche Amarilla Quito | Noche Amarilla Quito | Noche Amarilla Quito        |
| N.º                  | Año                  | Local                | Resultado            | Visitante            | Leyenda del Fútbol Invitado |
| -------------------- | -------------------- | -------------------- | -------------------- | -------------------- | --------------------------- |
| 1                    | 2007                 | Deportivo Quito      | 1 - 0                | Barcelona            |                             |
| 2                    | 2016                 | Deportivo Quito      | 2 - 1                | Barcelona            |                             |
| 3                    | 2024                 | Deportivo Quito      | 2 - 1                | Barcelona            |                             |
| 4                    | 2025                 | Deportivo Quito      | 3 - 2                | Barcelona            | David Trezeguet (100)       |

La Noche Amarilla Quito 2007 fue la primera presentación del plantel de un equipo de fútbol en una ciudad externa en el Ecuador.
Desde 2025 una leyenda del fútbol es invitado para jugar el partido con Barcelona y lleva su camiseta el número de aniversario del equipo.

### Noche Amarilla USA
| Noche Amarilla USA | Noche Amarilla USA | Noche Amarilla USA | Noche Amarilla USA | Noche Amarilla USA | Noche Amarilla USA              |
| N.º                | Año                | Local              | Resultado          | Visitante          | Estadio                         |
| ------------------ | ------------------ | ------------------ | ------------------ | ------------------ | ------------------------------- |
| 1                  | 2024               | Unisamba           | 1 - 3              | Barcelona          | Hinchliffe Stadium - New Jersey |
| 2                  | 2025               | Osner's            | 0 - 2              | Barcelona          | Hinchliffe Stadium - New Jersey |

La Noche Amarilla USA 2024 fue la primera presentación del plantel de un equipo de fútbol ecuatoriano en Estados Unidos.

### Noche Amarilla Baloncesto
| Noche Amarilla Baloncesto | Noche Amarilla Baloncesto | Noche Amarilla Baloncesto | Noche Amarilla Baloncesto | Noche Amarilla Baloncesto | Noche Amarilla Baloncesto       |
| N.º                       | Año                       | Local                     | Resultado                 | Visitante                 | Coliseo                         |
| ------------------------- | ------------------------- | ------------------------- | ------------------------- | ------------------------- | ------------------------------- |
| 1                         | 2013                      | Barcelona                 | 91 - 63                   | Orense                    | Coliseo Voltaire Paladines Polo |

La Noche Amarilla Baloncesto 2013 fue la primera presentación del plantel de un equipo de baloncesto en el Ecuador.